# Hemilepistus
Hemilepistus (лат.) — род мокриц из семейства Agnaridae, описанный Gustav Budde-Lund в 1879 году в качестве подрода для рода Porcellio. Ранг таксона повышен до рода Карлом Вильгельмом Фергефом в 1930 году. Он включает следующие виды:
- Hemilepistus aphganicus Borutzky, 1958
- Hemilepistus buddelundi Borutzky, 1945
- Hemilepistus communis Borutzky, 1945
- Hemilepistus crenulatus (Pallas, 1771)
- Hemilepistus cristatus Budde-Lund, 1885
- Hemilepistus elongatus Budde-Lund, 1885
- Hemilepistus fedtschenkoi (Uljanin, 1875)
- Hemilepistus heptneri Borutzky, 1945
- Hemilepistus klugii (Brandt, 1833)
- Hemilepistus magnus Borutzky, 1945
- Hemilepistus nodosus Budde-Lund, 1885
- Hemilepistus pavlovskii Borutzky, 1954
- Hemilepistus reaumuri (Milne-Edwards, 1840)
- Hemilepistus reductus Borutzky, 1945
- Hemilepistus rhinoceros Borutzky, 1958
- Hemilepistus ruderalis (Pallas, 1771)
- Hemilepistus russonovae Borutzky, 1951
- Hemilepistus schirasi Lincoln, 1970
- Hemilepistus zachvatkini Verhoeff, 1930

Представители рода эндемичны для Центральной Азии, за исключением Hemilepistus reaumuri, который населяет пустыни Северной Африки и Ближнего Востока — самые засушливые регионы, которых смогли достичь ракообразные